# Mario Gubiani
Mario Gubiani (Albano Laziale, 1885 - Roma, 1955) fou un baríton italià. La Temporada 1934-1935 va cantar al Gran Teatre del Liceu de Barcelona.